# Archivo General de la Nación (Uruguay)
El Archivo General de la Nación (AGN) es un organismo público uruguayo dependiente del Ministerio de Educación y Cultura. Tiene por objetivo preservar el patrimonio documental de la nación y ser «el órgano rector de la política archivística nacional tendiente a: normalización, diseño y ejecución de las políticas y asesorar en la gestión documental y archivística».
Fue creado por medio de la Ley Nº 8015 de 28 de octubre de 1926 con el objetivo de reestructurar «los servicios que existían hasta la época en cuanto a la preservación, custodia y difusión de la documentación».
Su acervo se formó originalmente con los fondos y colecciones documentales del AGA - Archivo General Administrativo (antecedente directo del actual archivo), más los documentos del Museo Histórico Nacional, así como otros de interés histórico provenientes de la administración central, entes autónomos, gobiernos departamentales y colecciones y archivos privados.

## Misión
El Archivo General de la Nación tiene como misión la custodia, la protección y el servicio a la consulta de los documentos públicos, los documentos privados de su propiedad y los privados de interés público que se le confíen como instrumentos de apoyo a la administración, a la cultura, al desarrollo científico y como elementos de testimonio e información del Estado y de sus habitantes. En su condición de cabeza del Sistema Nacional de Archivos es el órgano rector de la política archivística y de la gestión documental en todo el territorio nacional.

## Historia institucional
1827: A poco tiempo de la Declaratoria de la Independencia, el Gobierno Provisorio de la entonces Provincia Oriental -hoy República Oriental del Uruguay-, decretó la creación de un Archivo General de carácter administrativo para conservar la documentación y facilitar "su pronta expedición", constituyendo el antecedente más antiguo del Archivo General de la Nación.
1880: Se decretó la creación del Archivo General Administrativo (AGA) con "un verdadero interés político y social" en tener concentrado en un solo lugar, y de manera organizada, la documentación de las oficinas públicas.
1909: La Ley N° 3527 de 16 de julio de 1909 creó el Archivo Histórico Nacional a partir del anterior AGA. Posteriormente, en 1911 se anexó al Museo Histórico y la institución resultante de esta fusión se denominó "Archivo y Museo Histórico Nacional".
1922: Fue habilitado el actual edificio sede del futuro Archivo General de la Nación, en la calle Convención 1474. Este local fue construido especialmente para archivo, entre los años 1920 y 1922. Más recientemente, entre 2005 y 2011, se realizaron obras de recuperación y reacondicionamiento edilicio.
1926: De acuerdo a la Ley Nº 8015 de 28 de octubre de 1926, el Archivo General Administrativo (AGA) pasó a denominarse Archivo General de la Nación, integrándose con el acervo documental de aquel, con el del Archivo y Museo Histórico Nacional y con la remisión de "documentos de interés histórico" de las oficinas públicas.
1973: El primero de junio se tomó posesión del edificio de la Avenida San Martín 2400, adquirido con destino a sede del Archivo Judicial.
2007: La Ley Nº 18220 de 20 de diciembre de 2007 creó el Sistema Nacional de Archivos y asignó al AGN el carácter de órgano rector de la política archivística a nivel nacional.
2019: Fue habilitado el local Anexo del Archivo Judicial, reciclado especialmente -entre 2013 y 2017- con destino a archivo y equipado con estanterías metálicas a doble altura. Se ubica en la Avenida San Martín 2374.

## Periodo de gestión 2005-2020
En esta administración, bajo la dirección de la Lic. Alicia Casas de Barrán, se aplicaron políticas de profesionalización y capacitación de recursos humanos; modernización de la gestión archivística y de las áreas de servicios; implementación de TICs con equipamiento informático, Internet en red, conexión inalámbrica para usuarios, bases de datos y desarrollo del sitio web institucional; implementación de pautas de conservación preventiva; relevamiento de los archivos del país en el marco del Proyecto Censo-Guía de Archivos de España e Iberoamérica en convenio con el Ministerio de Cultura de España; asesoramiento archivístico a instituciones del Estado; integración en la Comisión de los Bicentenarios 2005-2013; organización y/o participación en eventos nacionales e internacionales; promoción y constitución de grupos de trabajo para la redacción del anteproyecto de ley "Sistema Nacional de Archivos", seguimiento del trámite parlamentario hasta su promulgación; supervisión de proyectos de cooperación de Iberarchivos (Programa ADAI). En el campo de la investigación y publicación, se continuó editando la colección "Archivo Artigas" (actualmente en proceso el tomo 39). Además, quedó instalada la Comisión de Evaluación Documental de la Nación (CEDN) que funciona -en la órbita del Archivo General de la Nación- desde el 7 de marzo de 2014 hasta el presente.

## Avances legislativos, normas e instrumentos técnicos
2007: Ley N° 18220 de 20 de diciembre de 2007. Regula la función archivística del Estado y crea el "Sistema Nacional de Archivos". Ley aprobada por unanimidad en el Parlamento Nacional.
2011: Censo-Guía de Archivos de Uruguay. Realizado en convenio con el Ministerio de Cultura de España (2005-2011).
2012: Decreto N° 355/012 de 31 de octubre de 2012. Reglamentario de la Ley del Sistema Nacional de Archivos (2007).
2016: NUDA - Norma Uruguaya de Descripción Archivística. Adoptada por Resolución de la Dirección del Archivo General de la Nación.
2016: "Directrices Generales para la Evaluación Documental a nivel nacional". Segunda edición (ampliada).
2017: "Guía de Fondos del Archivo General de la Nación". Segunda edición (ampliada y actualizada).
2019: Ley N° 19768 de 27 de junio de 2019. Regulación del ejercicio profesional de Archivólogo. Ley aprobada por unanimidad en el Parlamento Nacional.
2019: "Legislación archivística uruguaya (2007-2019)". Breve compilación del periodo.

## Memorias anuales y transparencia
Las últimas memorias anuales del Archivo General de la Nación (2005-2019) se pueden consultar a texto completo en su sitio web.
En aplicación de la Ley N° 18381 de "Derecho de Acceso a la Información Pública", toda la información requerida en dicho texto legal y su decreto reglamentario puede ser consultada en el sitio web institucional.
El Archivo General de la Nación ha recibido una valoración con alto grado de cumplimiento según los resultados de auditoría de transparencia activa de la Unidad de Acceso a la Información Pública (UAIP - AGESIC - Presidencia de la República).

## Participación y cooperación internacional
Desde el año 2005, el Archivo General de la Nación participa en forma activa en organizaciones internacionales y proyectos de cooperación multilateral en materia archivística.
- Asociación Latinoamericana de Archivos (ALA). Secretaría permanente: México.[34][35][36]
- Iberarchivos - Programa ADAI (Apoyo al desarrollo de archivos iberoamericanos) - SEGIB. Secretaría Técnica: Madrid.[37][38][39][40][41]
- Consejo Internacional de Archivos (CIA / ICA). Sede: París.[42]

Asimismo, el AGN ha organizado múltiples actividades como cursos, seminarios y congresos. Especial relevancia tuvieron los siguientes eventos, organizados conjuntamente con la Asociación Uruguaya de Archivólogos (AUA):
- VIII Congreso de Archivología del Mercosur. Teatro Solís de Montevideo. Montevideo: 17 al 21 de noviembre de 2009.[44][45]
- XIII Congreso de Archivología del Mercosur. Centro de Conferencias de la IM. Montevideo: 21 al 25 de octubre de 2019.[46]

## Nuevas autoridades y pandemia (2020)
El día 2 de marzo de 2020, mediante resolución de la Presidencia de la República, fue designado nuevo Director del Archivo General de la Nación el Lic. Alberto Umpiérrez.
Desde el 20 de mayo de 2020, el AGN ha retomado la atención al público -mediante agenda previa- y con las recomendaciones emanadas de la autoridad sanitaria del país.
Por su parte, en el marco del Día Internacional de los Archivos del 9 de junio (2020), el nuevo director presentó los lineamientos de su gestión para el periodo 2020-2025, en acto público contando con la presencia de la Viceministra de Educación y Cultura doctora Ana Ribeiro. La actividad tuvo un número restringido de asistentes y fue transmitida en vivo por streaming (vía Facebook), en atención a la emergencia sanitaria producida por la pandemia del coronavirus (COVID-19).